# Missões diplomáticas da Croácia

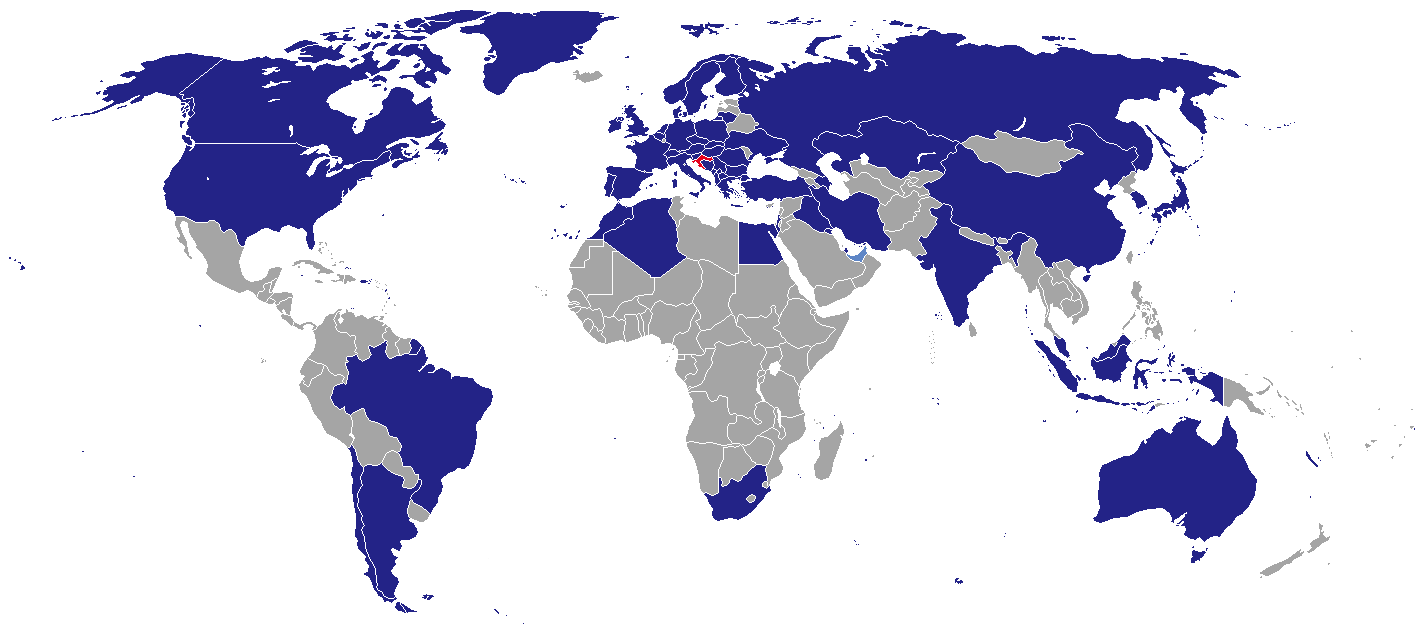
Missões diplomáticas da Croácia.

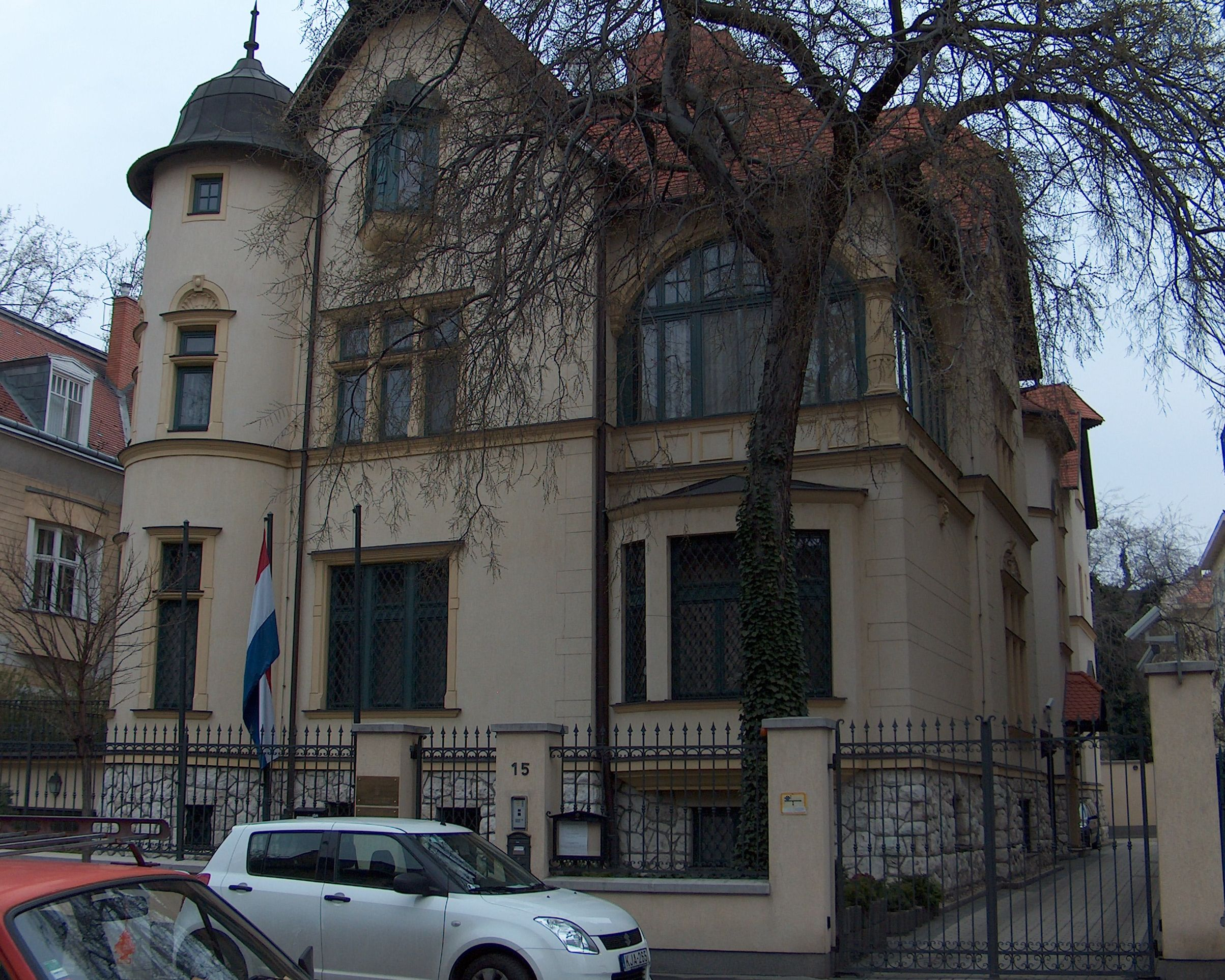
Embaixada da Croácia em Budapeste.

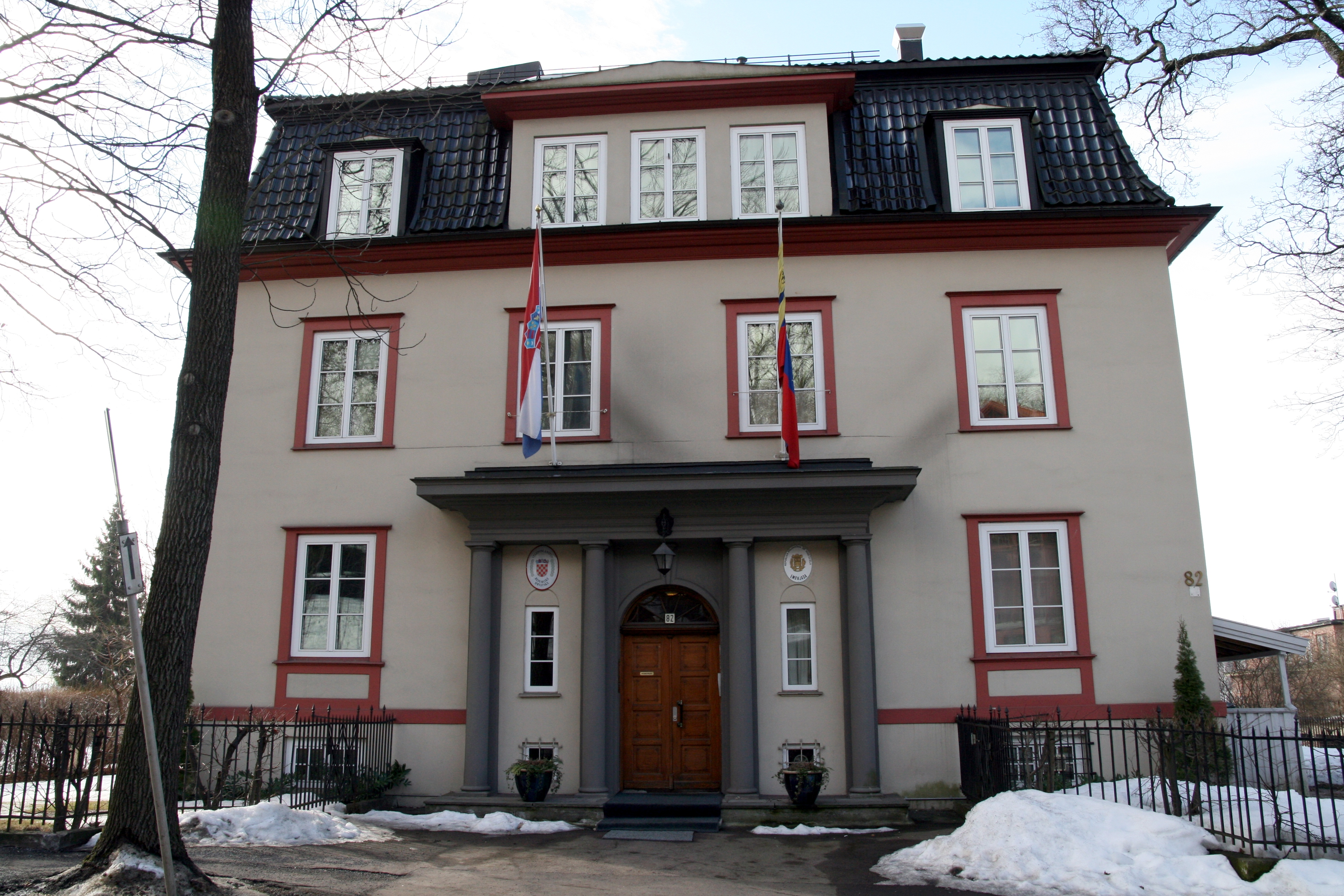
Embaixada da Croácia em Oslo.

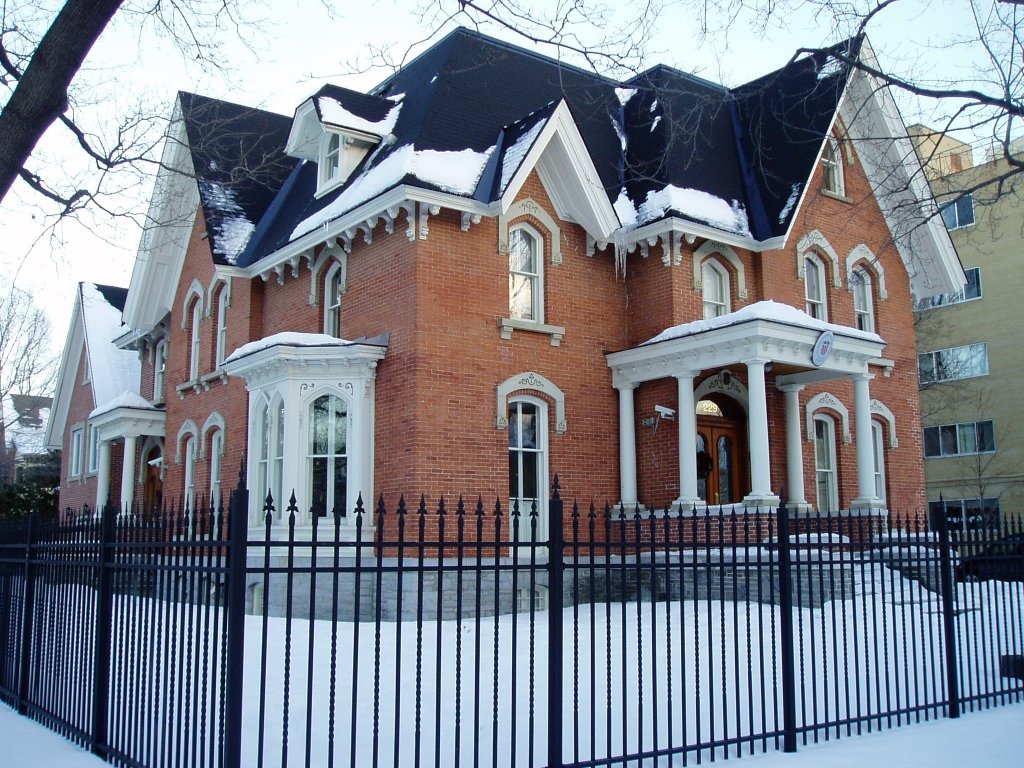
Embaixada da Croácia em Ottawa, Canadá.

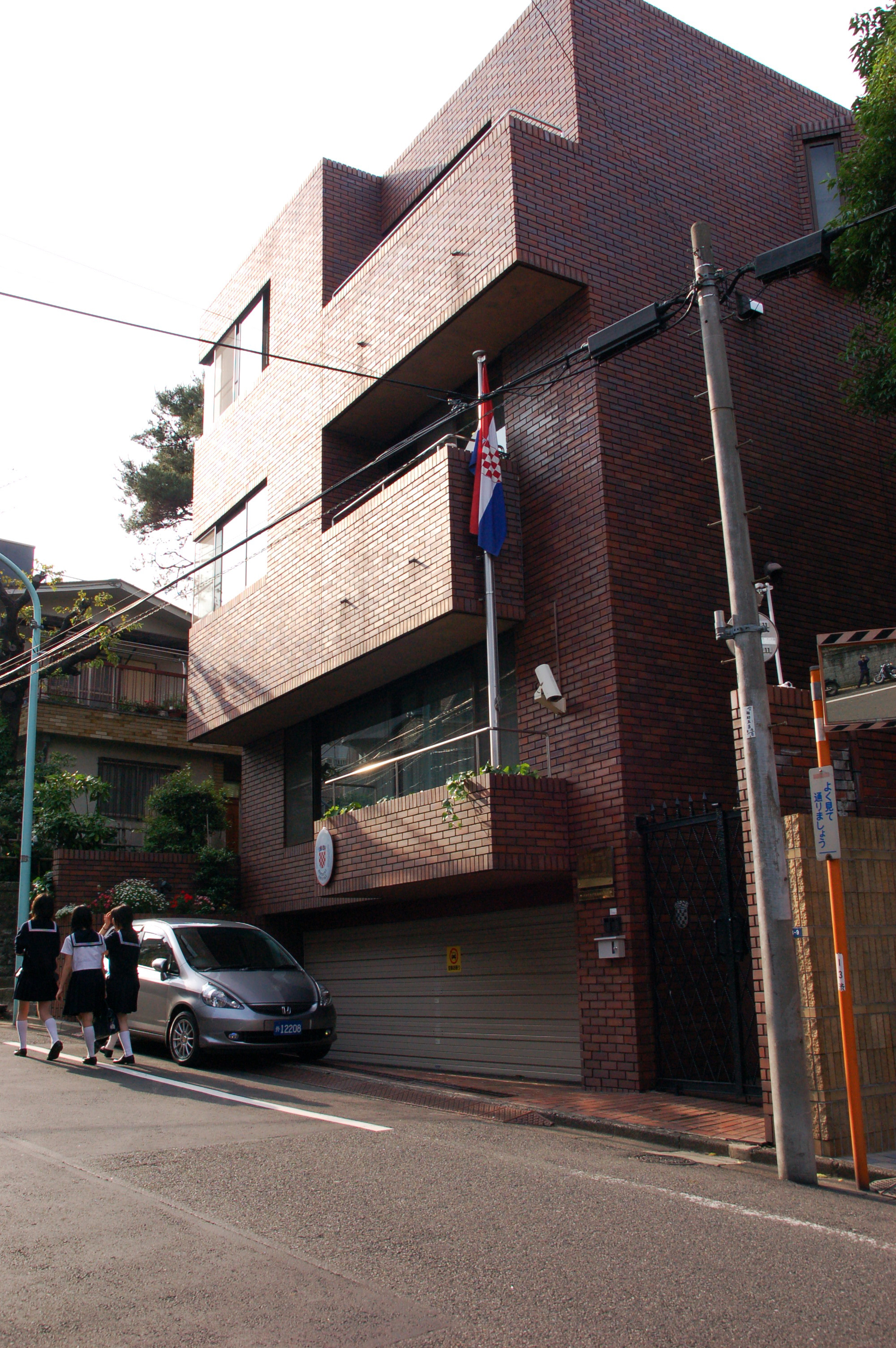
Embaixada da Croácia em Tóquio.

Abaixo se encontram as embaixadas e consulados da Croácia:

## Europa
- Albânia
  - Tirana (Embaixada)
- Alemanha
  - Berlim (Embaixada)
  - Düsseldorf (Consulado-Geral)
  - Frankfurt am Main (Consulado-Geral)

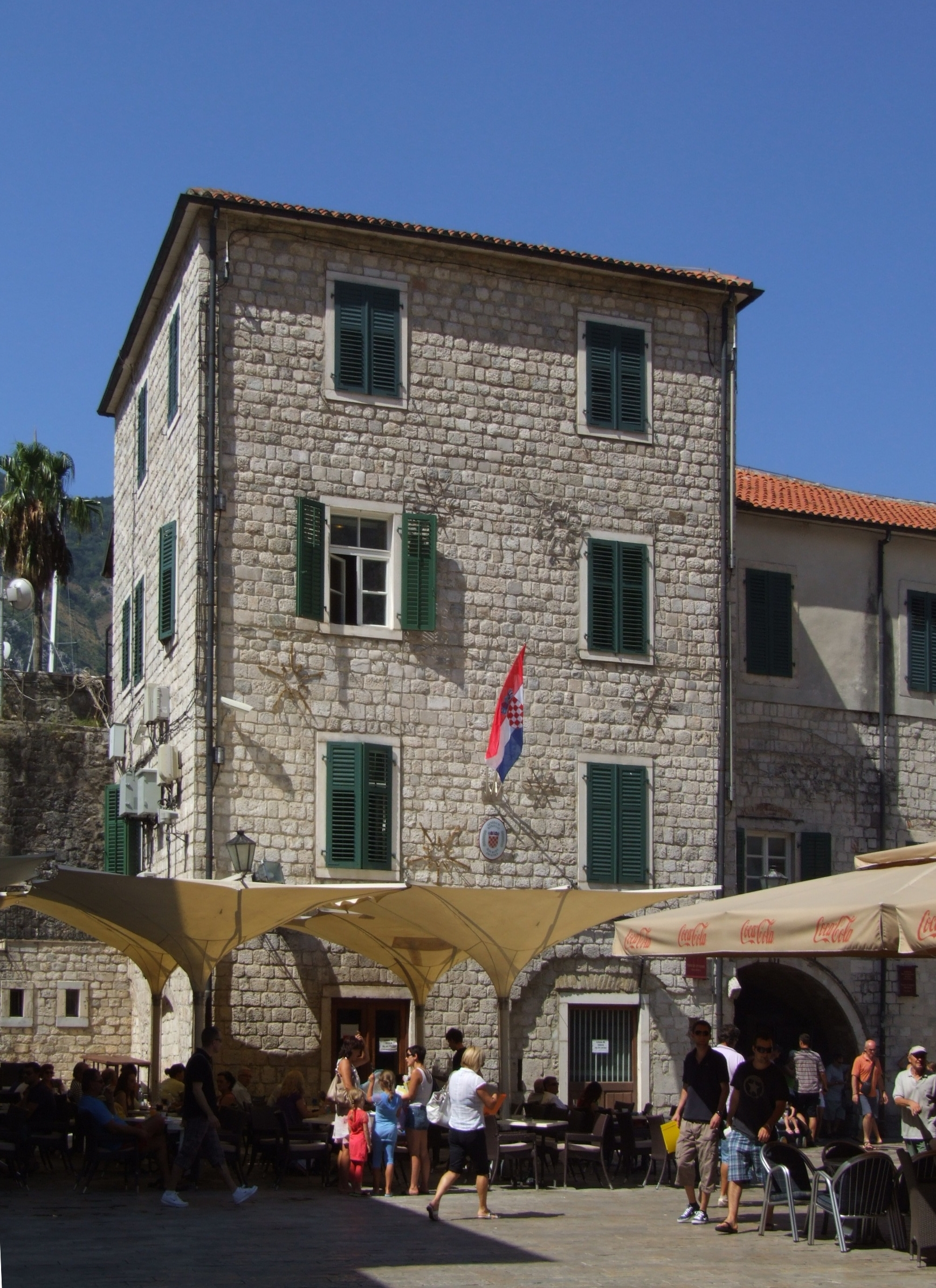
Consulado-Geral en Kotor

  - Hamburgo (Consulado-Geral)
  - Munique (Consulado-Geral)
  - Estugarda (Consulado-Geral)
- Áustria
  - Viena (Embaixada)
- Bélgica
  - Bruxelas (Embaixada)
- Bósnia e Herzegovina
  - Sarajevo (Embaixada)
  - Banja Luka (Consulado-Geral)
  - Mostar (Consulado-Geral)
  - Tuzla (Consulado-Geral)
- Bulgária
  - Sófia (Embaixada)
- Dinamarca
  - Copenhague (Embaixada)
  - Aarhus (Consulado-Geral)
- Eslováquia
  - Bratislava (Embaixada)
- Eslovênia
  - Liubliana (Embaixada)
  - Koper (Consulado)
  - Maribor (Consulado)
- Espanha
  - Madrid (Embaixada)
- Finlândia
  - Helsinque (Embaixada)
- França
  - Paris (Embaixada)
- Grécia
  - Atenas (Embaixada)
  - Salónica (Consulado-Geral)
- Hungria
  - Budapeste (Embaixada)
  - Pécs (Consulado-Geral)
  - Nagykanizsa (Consulado)
- Irlanda
  - Dublin (Embaixada)
- Itália
  - Roma (Embaixada)
  - Milão (Consulado-Geral)
  - Trieste (Consulado-Geral)
- Macedônia do Norte
  - Skopje (Embaixada)
  - Bitola (Consulado)

- Montenegro
  - Podgorica (Embaixada)
  - Kotor (Consulado-Geral)
- Noruega
  - Oslo (Embaixada)
- Países Baixos
  - Haia (Embaixada)
- Polónia
  - Varsóvia (Embaixada)
- Portugal
  - Lisboa (Embaixada)
- Reino Unido
  - Londres (Embaixada)
- Chéquia
  - Praga (Embaixada)
- Roménia
  - Bucareste (Embaixada)
  - Reşiţa (Consulado)
- Rússia
  - Moscou (Embaixada)
- Vaticano
  - Vaticano (Embaixada)
- Sérvia
  - Belgrado (Embaixada)
  - Subotica (Consulado-Geral)
- Suécia
  - Estocolmo (Embaixada)
- Suíça 
  - Berna (Embaixada)
  - Zurique (Consulado-Geral)
- Ucrânia
  - Kiev (Embaixada)

## América
- Argentina
  - Buenos Aires (Embaixada)
- Brasil
  - Brasília (Embaixada)
- Canadá
  - Ottawa (Embaixada)
  - Mississauga (Consulado-Geral)
- Chile
  - Santiago (Embaixada)
- Estados Unidos
  - Washington, D.C. (Embaixada)
  - Chicago (Consulado-Geral)
  - Los Angeles (Consulado-Geral)
  - Nova Iorque (Consulado-Geral)
  - Saint Paul, Minnesota (Consulado-Geral)

## Oriente Médio
- Irão
  - Teerã (Embaixada)
- Israel
  - Tel Aviv (Embaixada)
- Turquia
  - Ancara (Embaixada)
  - Istambul (Consulado-Geral)

## África
- Argélia
  - Argel (Embaixada)
- Egito
  - Cairo (Embaixada)
- Líbia
  - Trípoli (Embaixada)
- Marrocos
  - Rabat (Embaixada)
- África do Sul
  - Pretória (Embaixada)

## Ásia
- China
  - Pequim (Embaixada)
- Índia
  - Nova Deli (Embaixada)
- Indonésia
  - Jacarta (Embaixada)
- Japão
  - Tóquio (Embaixada)
- Malásia
  - Kuala Lumpur (Embaixada)

## Oceania
- Austrália
  - Camberra (Embaixada)
  - Melbourne (Consulado-Geral)
  - Perth (Consulado-Geral)
  - Sydney (Consulado-Geral)

## Organizações Multilaterais
- - Bruxelas (Missão Permanente do país ante a União Europeia)
  - Estrasburgo (Missão Permanente do país ante o Conselho da Europa)
  - Genebra (Missão Permanente do país ante as Nações Unidas e outras organizações internacionais)
  - Nova Iorque (Missão Permanente do país ante as Nações Unidas)
  - Paris (Missão Permanente do país ante a Unesco)
  - Roma (Missão Permanente do país ante a Organização das Nações Unidas para Agricultura e Alimentação)
  - Viena (Missão Permanente do país ante as Nações Unidas)